# Prince Alberts nationalpark
Prince Alberts nationalpark är en nationalpark i provinsen Saskatchewan i Kanada, 200 kilometer norr om Saskatoon och cirka 50 kilometer norr om samhället Prince Albert. Området förklarades som en nationalpark 1927 men invigdes officiellt 1928 av premiärminister William Lyon Mackenzie King. Det skyddade området omfattar en yta av 3 874 kvadratkilometer.
I nationalparken finns över 200 olika arter av fåglar och dessutom de flesta av de stora däggdjur som är typiska för Kanadas barrskogar, som kanadensiskt lodjur, svartbjörn, varg och älg. Det finns också en liten hjord bison i den sydvästra delen av parken. En koloni med vita pelikaner (Pelecanus erythrorhynchos) hör även den till de mer noterbara inslagen i parkens djurliv.
De tidigaste bekräftade spåren av att människor har bebott området är omkring 7 500 år gamla. Från 1886 till 1893 hade Hudson Bay-kompaniet en handelspost vid Waskesiu Lake. I början av 1900-talet höggs mycket timmer i parken, men efter svåra bränder år 1919 övergavs det mesta av denna verksamheten 1921. Sedan området inrättades som nationalpark har det blivit ett mål för turism, med vandring, kanotpaddling, fiske och fågelskådning som exempel på aktiviteter.